# HD93030
HD93030 — хімічно пекулярна зоря спектрального класу B0, що має  видиму зоряну величину в смузі V приблизно  2,7.
Вона  розташована на відстані близько 439,0 світлових років від Сонця.

## Пекулярний хімічний склад
Зоряна атмосфера HD93030 має підвищений вміст 
Si
.

## Магнітне поле
Спектр даної зорі вказує на наявність магнітного поля у її зоряній атмосфері.
Напруженість повздовжної компоненти поля оціненої з аналізу
наявних ліній металів
становить   40,3±  57,9 Гаус.